# 威尼斯共和国

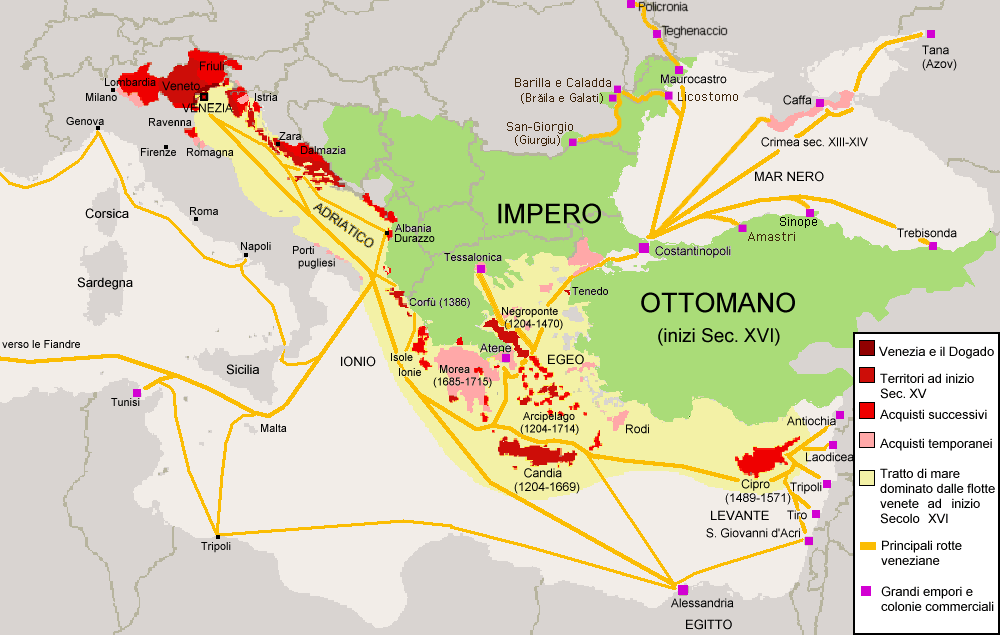
威尼斯共和国的疆域及与奥斯曼帝国对峙图，15世纪－16世纪

威尼斯共和国（威尼斯语：Repùblica de Venèsia），拉丁语中传统上称“La Serenissima”（義大利語：Serenissima Repubblica di Venezia，意为“最尊贵的威尼斯共和国”），清代曾经译为“呡年呻”（闽南语读作Bîn-nî-sin，为英語Venetian之音译），是位于现今北意大利，以威尼斯的潟湖社群为中心的海上共和国。它于5世纪至1797年存在，圣马可飞狮为其国徽象徵。共和国于中世纪时发展成为一个经济中心，并在文艺复兴时期稳固了这一地位。虽然在文艺复兴时期，以意大利文出版已成为标准，但直至今日威尼斯语依旧被居民使用。
威尼斯早期因盐的交易而开始繁荣，在接下来的几个世纪中，这座城邦开始成为海权国。它统领了地中海以及欧洲与北非、亚洲的贸易。威尼斯海上力量参与了十字军东征，其在第四次十字军东征中尤其出名。然而威尼斯视罗马为敌人，并保持了由威尼斯宗主教规划的高程度的宗教及意识形态独立，以及高度发达的独立出版业，其在几个世纪里作为避开罗马天主教审查制度的安全之所。威尼斯逐步征服了亚得里亚海沿岸，成为最为富裕的商人阶级的居住地，对城内知名的艺术及建筑创作进行赞助。威尼斯的商人们是当时欧洲极具影响力的金融家。这座城邦同时也是一些知名的欧洲探险者，如马可·波罗，以及作曲家安东尼奥·维瓦尔第及贝内德托·馬爾切羅的故乡。
共和国由威尼斯总督统治，其由威尼斯大议会的成员选举，城内的商人和贵族形成寡头政治。威尼斯及其他意大利地区的海上共和国为资本主义的发展发挥了重要作用。威尼斯居民们逐渐地开始支持这套治理体系。
美洲以及通往东印度的大西洋新航路的开辟，象徵着威尼斯作为海上共和国开始走向衰落。它在地中海的勢力與疆域也因奥斯曼帝国的持續進攻而萎縮。1797年，威尼斯共和国被撤退的奥地利和法国军队洗劫，随后被拿破仑一世入侵，威尼斯共和国被分为奥地利威尼斯省、法国附庸国奇萨尔皮纳共和国以及法属伊奥尼亚群岛。19世纪，意大利统一后，威尼斯成为了意大利王国的一部分。

## 历史
威尼斯紧靠着意大利半岛，早先属西罗马帝国。5 世纪时，日耳曼民族征服意大利半岛，灭亡西罗马帝国，根據當時的文獻與傳說，沿岸城鎮的居民逃往瀉湖並建立了半永久性的居住點，成為了日後威尼斯的起點。东罗马帝国皇帝查士丁尼征服意大利时，已發展成一座正式城鎮的威尼斯成为东罗马帝国的领土。威尼斯于8世纪获得自治权。第一位受君士坦丁堡承认的总督为奥尔索·伊帕托。公元1000年前，威尼斯的经营大致不出意大利北部的波河两岸及附近沿海。
在中世纪盛期，约1000年后，威尼斯贸易伸张至亚德里亚海，并参与欧洲与黎凡特的贸易，而变得非常富裕。威尼斯海军（由恩里科·丹多洛统率）于1204年4月13日的第四次十字军东征中攻陷君士坦丁堡，并屠城劫掠，对威尼斯的扩张起了决定性的作用，接连获得重要领土、港湾。在瓜分拜占庭帝国土地时，威尼斯获得爱琴海内的许多岛屿，包括克里特岛和优卑亚岛，建立一个地中海的海上霸权。在1253年至1381年的威尼斯-熱那亞戰爭及關鍵的基奥贾战争（1380年）中，威尼斯最终击败海上死敌热那亚共和国，获得胜利及1380-1499年的百年盛世。因为热那亚商船与舰队从此不在东地中海出现，被迫将贸易重心放在西地中海，让威尼斯独佔东方贸易和利润最高的香料贸易，而与奥斯曼帝国在1470年的初期作战，威尼斯仍能保持较土耳其优的海军实力，直到1499年被土耳其海军超越为止。
15世纪，威尼斯市政会议丢失一些要地：1430年威尼斯失去塞萨洛尼基，1470年把盛产小麦的内格勒蓬岛让给奥斯曼帝国，1475年濒临亚速海的塔纳，但在15世纪从热那亚夺取塞浦路斯岛。
在15世纪初期，威尼斯人开始向意大利内部和达尔马提亚扩张。威尼斯安插了贵族，以管理这些地区。威尼斯的这些行动是为了对抗14世纪末米兰公爵吉安·加莱亚佐·维斯孔蒂的扩张威胁，威尼斯人对于1402年吉安势如破竹的征服而感到惊恐，于是在1420年代向外扩张到伦巴底西部，第一次建立一个真正的领土帝国。威尼斯控制的人口从母城的15万，增加到16世纪连同加盟区的250万人。从1402到1410年，威尼斯已夺取整个威尼托地区的大部份，包括很多重要城市包括维罗纳及帕多瓦，成为意大利中北部的第一霸权，并与米兰公国争霸了30多年（1421年－1454年）。
15世纪下半开始，威尼斯人亦与教宗争夺罗马涅的控制权。这导致1508年康布雷联盟与威尼斯开战、成员包括教宗儒略二世、法国国王路易十二、神圣罗马帝国皇帝马克西米连一世和阿拉贡国王斐迪南二世。他们联合一起欲消灭威尼斯共和国，几乎让威尼斯万劫不复。特别是五万法军1509年于安那迪劳战役中大胜3.5万的威尼斯军，让马基维利评论说：「威尼斯人一战丢掉了八百年以来他们祖先的努力成果」。但后来联盟自己内部分裂，加上威尼斯人的坚忍不拔，上至总督贵族破家捐财、下至平民各自武装，多次奋斗拚死力搏，终于找到可趁之机瓦解联盟，不但起死回生逼退法军，还多次找到盟友或交换盟友，试图夺回惨丢的领土和利益。结果至1521年威尼斯虽然未有严重的领土损失，但已耗尽国力及人物力资源。这让威尼斯人深刻感受到，他们财富与国际地位的巅峰期已一去不返，而且威尼斯彻底丧失了陆上的霸权势力，不再像过去一百年那样主导意大利中北部的政治格局（改由西班牙和法国主导）。
从十五世纪开始，奥斯曼帝国在巴尔干半岛和东地中海的扩张，争夺威尼斯的势力范围，甚至侵占威尼斯的领土，欧洲传统的贸易航线受到威胁。美洲新大陆于该世纪末被发现，绕非洲通往东方的航路被开通。奥斯曼帝国于1517年征服埃及马木留克王朝，传统东西方通道完全被土耳其人控制。从此，国际贸易逐步从地中海沿岸向大西洋沿岸转移，威尼斯开始衰落。
1570年，塞浦路斯被奥斯曼帝国入侵，并于1571年被征服。尽管神圣联盟（包括大量威尼斯军队）于该年稍后的勒班陀战役中取胜，但威尼斯在确定失去塞浦路斯之后便很快跟土耳其人议和。1669年，经过长达24年的较量，克里特岛终于被土耳其占领。
由18世纪开始，虽然威尼斯共和国能继续统治威尼斯地区、亚得里亚海沿岸地区和爱奥尼亚群岛，但它已经衰落，儘管壯麗的城市與藝文發展使威尼斯成為了一個旅遊勝地，但做為國家的影響力已逐漸萎縮到無足輕重的程度。在1797年拿破仑法军入侵威尼斯，随后割让给奥地利。1805年又变为拿破仑意大利王国一部分，1814年又被奥地利占领。在1848年起义中威尼斯共和国曾短暂复国，但很快便被奥地利征服，成为伦巴第-威尼西亚王国的一部分。1866年，脱离奥地利，统一到以撒丁尼亚王国主导的意大利王国。

## 政府

### 总督
威尼斯总督（Doxe）是专制的统治者。最初总督由拜占庭帝国任命，从11世纪起，则改由本地选举产生。总督为终身制，但常有被弹劾、被暗杀、被罢免和被流放者。自公元726年，至1797年威尼斯灭亡，总督共119人，千余年中，总督平均任期九年。
威尼斯总督上任前需宣誓（promissione ducale），誓言不仅使总督效忠威尼斯，还规范其职责、限制其权力，相当于职业合約。总督誓言起初不过是一种形式，但后来越来越复杂。11世纪之后，新总督就职前，由一个特别委员会草拟誓辞，另外一个委员会检阅前任统领的记录，并提醒特别委员会添加、修改誓词。
1228年，里奥多贵族削弱威尼斯总督的职权，设立顾问团（日后名为「哥兰提亚」）和最高法庭（日后名为「沙罗维亚」）。
他们亦成立了两个部门称为「萨比安提斯」（sapientes），于日后发展成了六个部门。「萨比安提斯」辖下的部门和某几个其它组织被称为一个「高里捷奥」（collegio），它是一个协助实行政府职务的部门。1229年由主要议会选举出来的六十人1建立了一个参议院，名为「威尼斯元老院」（Consiglio dei Pregadi或Senato）。在这段时间总督还有少许实权，而真正的权力操控在威尼斯大议会上，这是一个极为限制的议会式机构，只准许共和国内的贵族成员参与。威尼斯声称其政府是「古典的共和国」，因为其政府是由总督的君主专制、参议院的贵族政治和大议会的民主政治三种体制混合而成的联合政府。
威尼斯唯一的贵族是商业贵族，在1297年通过了一部宪法，除了约两百个最富有的家族外，将其他人排除在统治威尼斯的大议会（又称「大元老院」）之外。由此它避免了专制主义和民权政府两个极端，使寡头政治得以安稳地维持其权力达几个世纪之久。威尼斯政府的管理方法好比是一种广泛的商业合作，在这种合作中，领导家族作为股东和董事产生作用，无论如何这使得威尼斯获得一种中世纪后期不常见的内部安宁和繁荣。
1335年，「十人议会」设立并变得权力强大，而大约于1600年它因为职权受到规限而变得隐匿、没有多大作为。它的权力随着时代转变有所不同，由原来是大议会的从属，到后来甚至反过来职权高于大议会。

## 宗教
威尼斯人信奉天主教，但是不受教宗约束，这在中世纪是一种独特的现象。威尼斯主教由威尼斯参议院提名后，由执政官通知教宗，教宗可以否决，但不能自推候选人。威尼斯有60个到70个教区，各教区神父由本区内房产所有人推举，然后由威尼斯主教任命。一般僧侣受贵族监视。圣马尔谷是威尼斯的主保圣人，聖馬爾谷聖殿宗主教座堂与威尼斯执政官官邸相连。

### 引用
1. ↑   乾隆52年(1787)海疆洋界形势全图之环海全图，现藏于美国国会图书馆
2. 1 2 3 4 5 6 7 8 9 10 11 12  黄仁宇：《资本主义与二十一世纪》
3. ↑   费尔南.布罗代尔. . 北京: 商务印书馆. 2009年: 572–573. ISBN 9787100064620 （中文（简体））.
4. 1 2  （美）威尔·杜兰著、幼狮文化公司译，《世界文明史‧第五卷‧文艺复兴》，页352、358
5. ↑   此句或之前多句包含来自公有领域出版物的文本: Chisholm, Hugh (编). .  8 (第11版). London: Cambridge University Press: 379–380. 1911.